# Секція Нес-Ціона

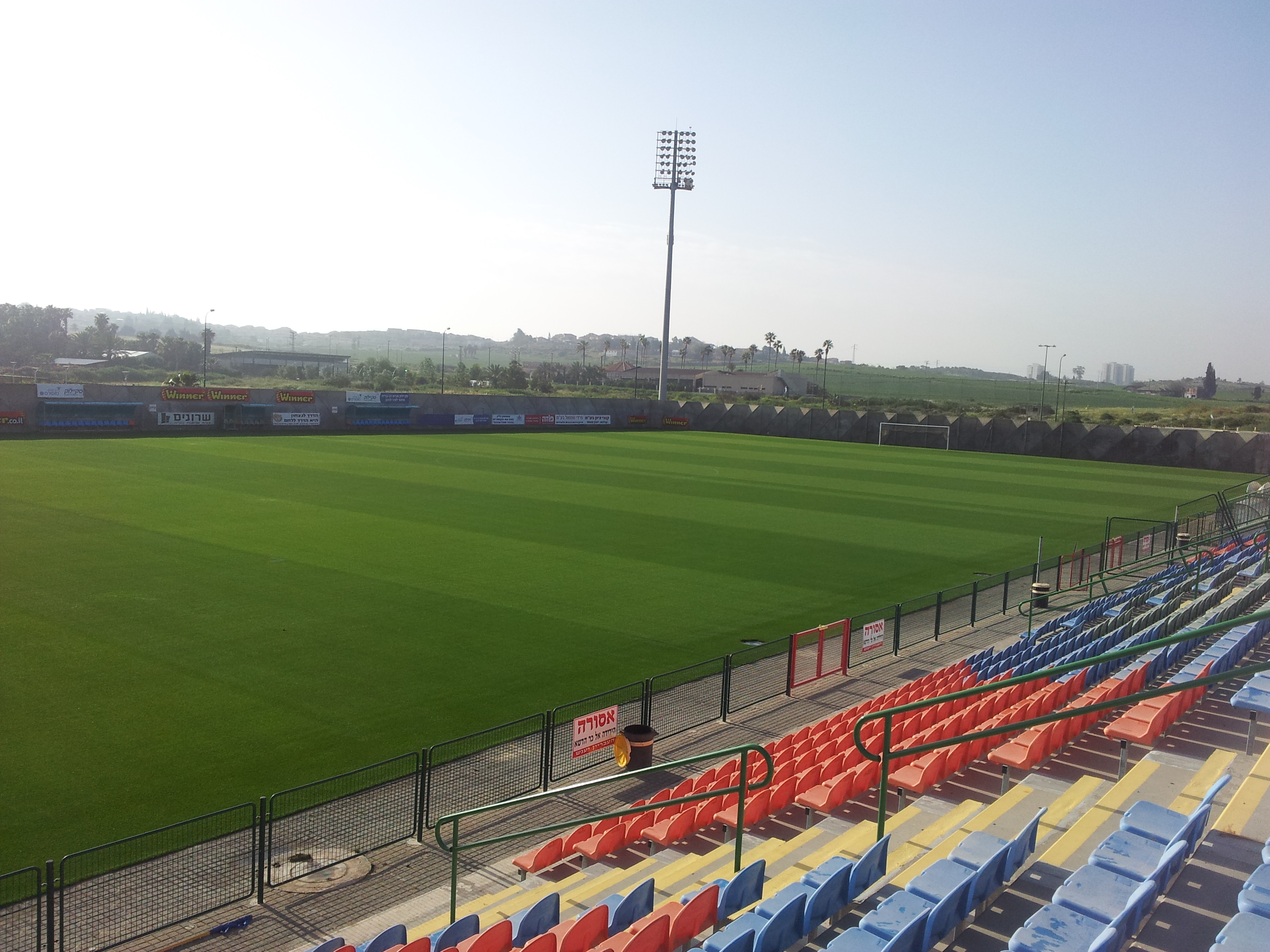
Стадіон Нес-Ціона

«Секція Нес-Ціона» (івр. סקציית כדורגל נס-ציונה, Sektziyat Kaduregel Nes Tziona) — футбольний клуб з ізраїльського міста Нес-Ціона. Домашні матчі проходять на стадіоні «Нес-Ціона».

## Історія
Клуб був заснований як ФК «Нес-Ціона» в 1955 році, після злиття місцевих футбольних клубів в місті. В їх другий сезон існування вони вийшли з Ліги Гімел в Лігу Бет, третій дивізіон країни.
У сезоні 1962/63 клуб виграв Лігу Бет Південь B і вийшов у Лігу Алеф, другий за рівнем дивізіон країни. У сезоні 1965/66 команда виграла і цей дивізіон, вийшовши до Ліги Леуміт, вищий дивізіон країни на той момент. У сезоні 1966/68, який тривав два роки і пройшов у 4 кола (60 матчів), клубу вдалося здобути лише вісім перемог, через що клуб став останнім і понизився у класі.
В наступні роки клуб виступав у другому та третьому дивізіонах, так і не повертаючись до еліти. У сезоні 1998/99 клуб зайняв передостаннє місце у другому дивізіоні. Вони повинні були опуститись до третього дивізіону, але через фінансові проблеми були відправлені до четвертого дивізіону, Ліги Алеф. Після закінчення сезону 2000/01 в зоні вильоту клуб припинив своє існування.
Влітку 2005 року клуб був відроджений під назвою «Секція Нес-Ціона». За підсумками першого сезону 2005/06 клуб виграв Лігу Алеф Південь і вийшов в Лігу Арцит, третій за рівнем дивізіон країни.
Клуб виграв цю лігу в сезоні 2008/09 і вийшов в Лігу Леуміт. У сезоні 2012/13 клуб зайняв передостаннє місце в Лізі Леуміт і повернулись назад в Лігу Алеф.
У сезоні 2017/18 клуб виграв третій дивізіон, повернувшись до другого, де з першої ж спроби став другим і вперше за тривалий час команда повернулась до Прем'єр-ліги на сезон 2019/20.